# 五角双锥形分子构型

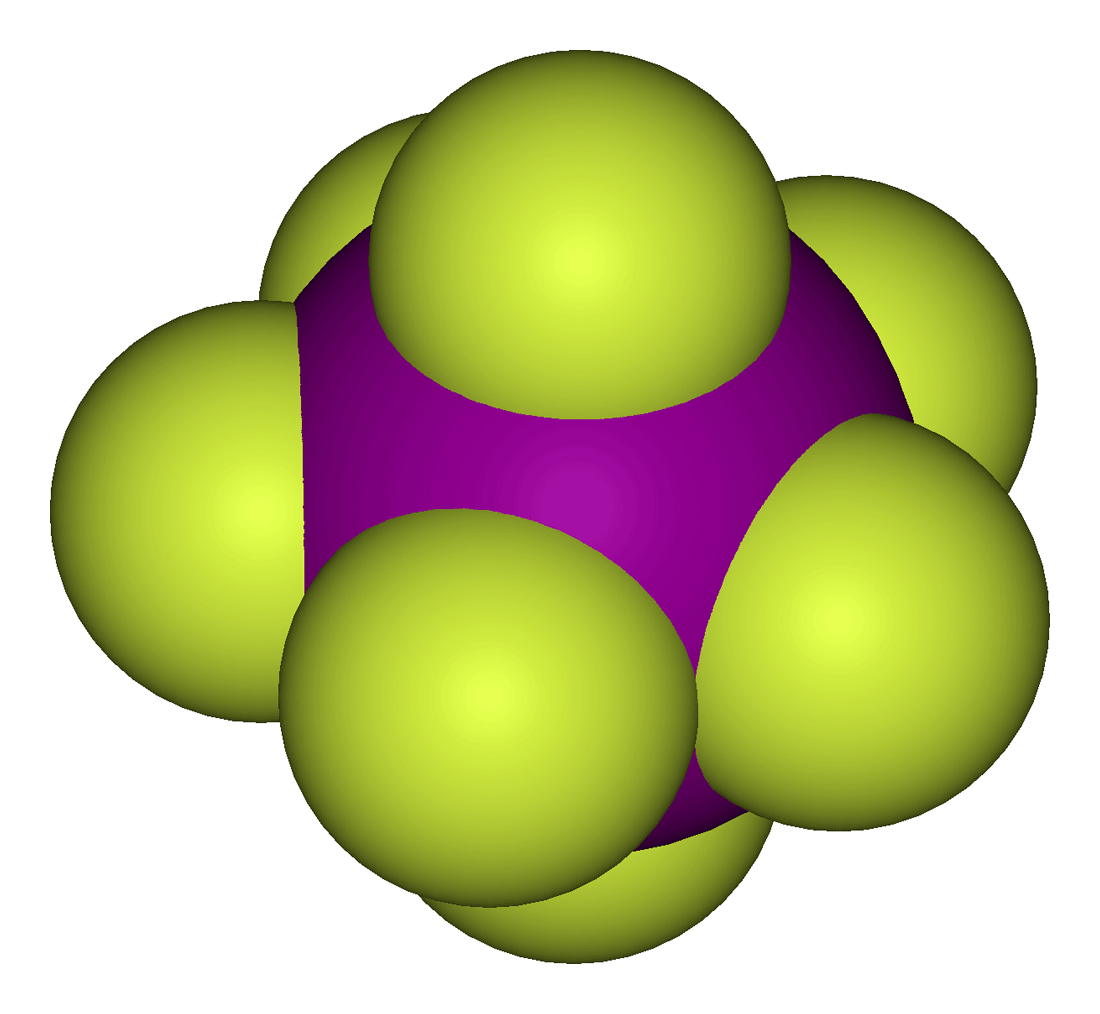
七氟化碘结构，其为五角双锥形分子构型。

在化学中，五角双锥形分子构型指中心原子上连有七配体而形成五角双锥的分子结构。理想的五角双锥形分子属于D5h点群。
五角双锥中，周围原子的键角不相同（参见三角双锥形分子构型）。其它七配位几何构型包括单帽八面体和单帽三角棱柱。多种过渡金属络合物采用七配位，但是对称性常比D5h差。

## 示例
- 七氟化碘（IF7），有7个键组
- 过氧铬(IV)配合物，如[Cr(O2)2(NH3)3]，其中过氧基团占据了四平面位置。